# Символіка державної податкової служби України
Символіка державної податкової служби України — символіка колишнього центрального органу виконавчої влади. Державна податкова служба України була ліквідована 24 грудня 2012 року внаслідок об'єднання з Державною митною службою України в Міністерство доходів і зборів України.

## Історія
Символіку державної податкової служби України затверджено Указом Президента України від 23 червня 2001 року, відповідно до Закону України «Про державну податкову службу в Україні». Відповідним Указом визначається опис і малюнок емблеми, прапора державної податкової служби України та штандарта Голови Державної податкової адміністрації України. Цим Указом Президент України також визначив порядок використання емблеми і прапора державної податкової служби України та штандарта Голови Державної податкової адміністрації України.

Емблема державної податкової служби України

## Емблема
Емблема державної податкової служби України являє собою круг зеленого кольору з жовтою облямівкою, в центрі якого вміщено зображення жовтого кадуцея у вінку з жовтого дубового листя. Ширина вінка дорівнює 1/10 діаметра уявного кола, в яке вписано вінок, а діаметр зеленого круга є на 1/20 більшим за діаметр цього кола. Ширина жовтої облямівки круга дорівнює 1/12 діаметра всього круга. Висота кадуцея дорівнює 2/3 діаметра зеленого круга.

## Прапор

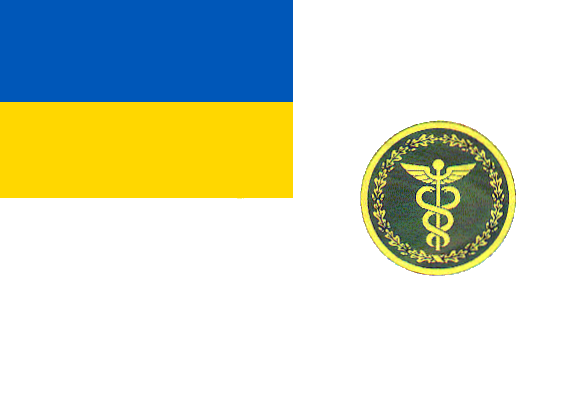
Прапор державної податкової служби України

Прапор державної податкової служби України — прямокутне полотнище білого кольору із співвідношенням сторін 2:3. У верхньому лівому куті полотнища (крижі) — Державний Прапор України, а в центрі вільної половини полотнища — емблема державної податкової служби України. Зображення Державного Прапора України займає четверту частину полотнища, а діаметр емблеми державної податкової служби України дорівнює 2/5 висоти полотнища. Обидві сторони полотнища ідентичні.

## Штандарт Голови Державної податкової адміністрації України

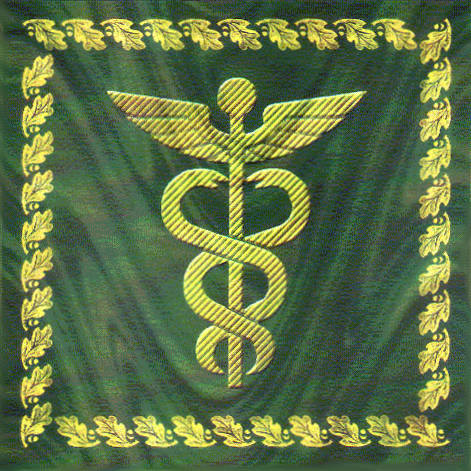
Штандарт Голови Державної податкової адміністрації України

Штандарт Голови Державної податкової адміністрації України являє собою квадратне полотнище зеленого кольору із зображенням у центрі золотого кадуцея. Висота кадуцея становить 2/3 сторони полотнища. По периметру полотнище облямовано золотою лиштвою у вигляді орнаменту із 12 листків дуба і прикрашено золотою бахромою з вільних сторін. Поле зворотної сторони штандарта без зображень. Древко штандарта дерев'яне, чорного кольору. Верхівка древка має форму круглого вінка жовтого металу з дубового листя, у центрі якого зображення Знака Княжої Держави Володимира Великого. Верхній край полотнища за допомогою підвісу кріпиться до трубки верхівки.

## Порядок використання
Емблема і прапор державної податкової служби України є офіційними відмітними символами, що вказують на належність до державної податкової служби України.
Емблема встановлюється в кабінеті Голови Державної податкової адміністрації України, а також використовується на прапорі, штандарті Голови Державної податкової адміністрації України, навчальними закладами державної податкової служби України, міститься у вигляді знаків розрізнення на форменому і спеціальному одязі особового складу державної податкової служби України, на відомчих заохочувальних відзнаках, на бланках службової документації, печатках, транспортних і спеціальних засобах, будинках і спорудах державної податкової служби України.
Прапор державної податкової служби України встановлюється на будинках і спорудах державної податкової служби України. Штандарт Голови Державної податкової адміністрації України встановлюється у кабінеті Голови Державної податкової адміністрації України.
Зображення емблеми і прапора державної податкової служби України та штандарта Голови Державної податкової адміністрації України допускається на друкованій, рекламно-інформаційній та сувенірній продукції, кіно-, відео- і фотоматеріалах, що видаються державною податковою службою України або на її замовлення.
Інші випадки використання емблеми і прапора державної податкової служби України та порядок їх виготовлення визначаються Головою Державної податкової адміністрації України.